# 萊蒙斯普林斯 (北卡羅萊納州)
萊蒙斯普林斯（英語：Lemon Springs）是位於美國北卡羅萊納州李縣的非建制地區。

## 歷史
萊蒙斯普林斯的郵局自1885年營運至今。

## 地理
萊蒙斯普林斯所處的海拔為高於海平面119米（即390英呎），而該地所採用的時區為UTC-5，即北美东部时区（EST）。同時該地設有夏令時間，為UTC-5調快一小時，即UTC-4（EDT）。